# Список віцепрезидентів США від Республіканської партії
У статті наведено перелік осіб, які були віцепрезидентами США від Республіканської партії

## Список
| №    | Особа | Віцепрезидент      | Термін повноважень               | Коротка біографія |
| ---- | ----- | ------------------ | -------------------------------- | --- |
| 1.   |       | Ганнібал Гемлін    | 4 березня 1861-4 березня 1965    | Народився 27 серпня 1809 місто Паріс, штат Мен Член палати представників від штату Мен 1843—1847 Сенатор штату Мен 1848—1857, 1857—1861, 1869—1881 Губернатор штату Мен 1857 В 1856 році вийшов з Демократичної партії, з того ж року член Республіканської партії Віцепрезидент США 1861—1865 (при президенті Лікольні) Помер 4 липня 1891 року Поховання Маунт-Хіл                |
| ІІ.  |       | Шайлер Колфакс     | 4 березня 1869-4 березня 1873    | Народився 23 березня 1823 Нью-Йорк Член Палати Представників 1855—1869 Спікер Палати Представників 1863—1869 Віцепрезидент США 1869—1873 (при президенті Гранті) Помер 13 січня 1885 Мінессота Причина: сердечний напад через прогулянку в холодну погоду Поховання: Саунт-Бенда |
| ІІІ. |       | Генрі Вілсон       | 4 березня 1873-22 листопада 1875 | Народився 16 лютого 1812 року Штат Нью-Гемшир Сенатор від штату Мен 1856—1873 Віцепрезидент США 1873—1875 до своєї смерті (при президенті Гранті) Помер 22 листопада 1875 Причина удар і параліч Поховання: Олд Дел Парк |
|      |       | Вільям Елмон Вілер | 4 березня 1877-4 березня 1881    | Народився 30 червня 1819 штат Нью-Йорк Член палати Представників 1861—1863 1869—1877 Віцепрезидент США 1877—1881 (при президенті Гейзі) Помер 4 червня 1887 штат Нью-Йорк Поховання: Марнінгсайд |
|      |       | Честер Алан Артур  | 4 березня 1881-19 вересня 1881   | Народився 5 жовтня 1829 Штат Вермонт Колектор порту Нью-Йорк 1971—1877 Віцепрезидент США 1881 (при президенті Гарфілді) Президент США після вбивства Гарфілда 1881—1885 Помер 18 листопада 1886 Штат Нью-Йорк Причина інсулькт Поховання Олбані Рурал |
|      |       | Леві Мортон        | 4 березня 1889-4 березня 1893    | Народився 16 травня 1829 Штат Вермонт Член Палати Представників 1879—1881 Віцепрезидент США 1889—1893 (при президенті Гаррісоні) Губернатор Нью-Йорка 1895—1896 Помер 16 травня 1920 Штат Нью-Йорк Поховання: Райнбек |
|      |       | Гаррет Гобарт      | 4 березня 1897-21 листопада 1899 | Народився 4 червня 1844 Штат Нью-Джерсі Віцепрезидент США 1897—1899 Помер 21 листопада 1899 Причина серцева недостатність Поховання: Седар Лоун |
|      |       | Теодор Рузвельт    | 4 березня 1901-14 вересня 1901   | Народився 27 жовтня 1858 Штат Нью-Йорк Губернатор Нью-Йорка 1899—1900 Віцепрезидент США 1901 (при президенті Мак-Кінлі) Президент США 1901—1909 Помер 6 січня 1919 Штат Нью-Йорк Поховання Янгс Меморіал |
|      |       | Чарлз Фербенкс     | 4 березня 1905-4 березня 1909    | Народився 11 травня 1852 Штат Огайо Сенатор США 1897—1905 Віцепрезидент США 1905—1909 (при президенті Рузвельті) Помер 4 червня 1918 Штат Індіана Поховання Краун-Хіл Семетері |
|      |       | Джеймс Шерман      | 4 березня 1909-30 жовтня 1912    | Народився 24 жовтня 1855 Штат Нью-Йорк Член Палати Представників США 1887—1891, 1893—1903, 1903—1909 Віцепрезидент США 1909—1912 (при президенті Тафті) Помер 30 жовтня 1912 Штат Нью-Йорк Поховання Форест Хіл |
|      |       | Калвін Кулідж      | 4 березня 1921-2 серпня 1923     | Народився 4 липня 1872 Штат Вермонт Губернатор Массачусетса 1919—1921 віцепрезидент США 1921—1923 (при президенті Гардінгу) Президент США 1923—1929 Помер 5 січня 1933 Штат Массачусетс Поховання Плімут Нотча |
|      |       | Чарлз Доз          | 4 березня 1925-4 березня 1929    | Народився 27 серпня 1865 Штат Огайо віцепрезидент США 1925—1929 (при президенті Куліджі) Помер 23 січня 1865 Штат Іллінойс Поховання Росхіл |
|      |       | Чарлз Кертіс       | 4 березня 1929-4 березня 1933    | Народився 25 січня 1860 Округ Колумбія Член Палати Представників 1893—1907 Тимчасовий президент Сенату 1911 Сенатор від Іллінойсу 1907—1913 1915—1929 Віцепрезидент США 1929—1933 (при президенті Гувері) Помер 8 лютого 1936 Поховання Топіка |
|      |       | Річард Ніксон      | 4 березня 1953- 4 березня 1961   | Народився 9 січня 1913 Штат Калифорнія Член Палати Представників 1947—1950 Сенатор США 1950—1953 Віцепрезидент США 1953—1961 (при президенті Ейзенхауері) Перший Республіканець двічі обраний віцепрезидентом Президент США 1969—1974 Єдиний республіканець дві обраний віцепрезидентом і президентом Помер 22 квітня 1994 Штат Нью-Йорк Поховання Президентська бібліотека Ніксона |
|      |       | Спіро Агню         | 4 березня 1969-10 жовтня 1973    | Народився 9 листопада 1918 Штат Меріленд Губернатор Меріленду 1967—1969 Віцепрезидент США 1969—1973 (при Президенті Ніксоні) Обраний двічі 1968 та 1972 Помер 17 вересня 1996 Штат Меріленд Поховання Дюлейні Велі |
|      |       | Джеральд Форд      | 6 грудня 1973-9 серпня 1974      | Народився 14 липня 1913 Штат Небраска Член Палати Представників 1949—1973 Віце-президент США 1973—1974 (при президенті Ніксоні) після відставки Агню Президент США 1974—1977 Помер 26 грудня 2006 Штат Калифорнія Поховання Музей Джеральда Форда |
|      |       | Нельсон Рокфеллер  | 19 грудня 1974- 20 січня 1977    | Народився 8 липня 1908 Штат Мен губернатор Нью-Йорка 1959—1973 Віцепрезидент СШа 1974—1977 Помер 26 січня 1979 Штат Нью-Йорк Поховання Сліпі Холоу |
|      |       | Джордж Буш Старший | 20 січня 1981-20 січня 1989      | Народився 12 червня 1924 Штат Массачусетс Член Палати Представників 1967—1971 Директор Центральної розвідки 1976—1977 Віцепрезидент США (при президенті Рейгану) 1981—1989 Помер 30 листопада 2018 Штат Техас Поховання Президентська бібліотека Джорджа Буша |
|      |       | Ден Квейл          | 20 січня 1989-20 січня 1993      | Народився 4 лютого 1947 Штат Індіана Член Палати представників 1977—1981 Сенатор США 1981—1989 Віцепрезидент США 1989—1993 (при президенті Буші старшому) |
|      |       | Дік Чейні          | 20 січня 2001-20 січня 2009      | Народився 30 січня 1941 Штат Небраска Голова Адміністрації президента 1975—1977 Член Палати представників 1979—1989 Міністр оборони 1989—1993 Віцепрезидент США 2001—2009 (при президенті Буші молодшому) |
|      |       | Майк Пенс          | 20 січня 2017-20 січня 2021      | Народився 7 червня 1959 Штат Індіана Член Палати Представників 2001—2013 Губернатор Індіани 2013—2017 Віцепрезидент 2017—2021 (при Президенті Трапмі) |

## Живі віцепрезиденти
1. Ден Квайл
2. Дік Чейні
3. Майк Пенс